# Пенсионный фонд Российской Федерации
Пенсионный фонд Российской Федерации (ПФР) —  существовавшее до 1 января 2023 года государственное учреждение, занимавшееся обязательным социальным обеспечением. Основан 22 декабря 1990 года постановлением Верховного Совета РСФСР № 442-1 «Об организации Пенсионного фонда РСФСР».
Как государственный внебюджетный фонд Российской Федерации, ПФР создан для государственного управления средствами пенсионной системы и обеспечения прав граждан РФ на пенсионное обеспечение. Бюджет ПФР утверждался Государственной Думой Федерального Собрания РФ отдельным законом вместе с принятием Федерального бюджета РФ. Доля бюджета ПФР в ВВП России составляет 10,8 % — по доходам, и 10,2 % — по расходам. ПФР выплачивал пенсии свыше 40 млн пенсионеров и социальные выплаты для 20 млн льготников, вёл персонифицированный учёт пенсионных прав застрахованных лиц для более 128 млн граждан России[обновить данные].
С 2005 года наблюдается дефицит пенсионной системы, который покрывается перечислениями из бюджета. Впрочем, дефицит пенсионной системы значительно меньше, чем дефицит пенсионного фонда, из-за передачи ПФР несвязанных с выплатой пенсий социальных обязательств. По данным Никиты Кричевского, до 2005 года в пенсионном фонде России был профицит бюджета: в 2003 г. — 100 млрд, в 2004 г. — более 66 млрд рублей[обновить данные].
Общий объём пенсий и пособий, выплаченных ПФР за месяц, в апреле 2020 года составил 469,2 млрд рублей, что существенно меньше дореформенных выплат (664,7 млрд руб./мес. в 2017 г.).
14 июля 2022 года Госдумой принято решение о слиянии к 1 января 2023 года ФСС и ПФР с созданием единого Фонда пенсионного и социального страхования Российской Федерации (Социального фонда России, СФР).

## Структура
В структуре Пенсионного фонда — 84 Отделения Пенсионного фонда в субъектах РФ, включая ОПФР в г. Байконур (Казахстан), а также 2460 клиентских служб в территориальных органах ПФР. В системе ПФР трудится более 100 000 специалистов. Высшим органом является Правление ПФР, за его исполнительные функции отвечает Исполнительная дирекция ПФР.
Во взаимоотношениях со страхователями, застрахованными лицами и пенсионерами территориальные управления Пенсионного фонда РФ являются отдельными юридическими лицами.
В мае 2019 было объявлено о планах подготовки к приданию ПФР статуса публично-правовой компании. Переход к публично-правовой форме позволит перевести управление на трёхстороннюю основу — с участием государства, представителей профсоюзов и работодателей. После реорганизации ПФР сможет получить дополнительную прибыль за счет инвестиций. Такую же организационно-правовую форму планируется предоставить Федеральному фонду обязательного медицинского страхования (ФОМС) и Фонду социального страхования (ФСС). Смена правового статуса внебюджетных фондов создаст возможность для объединения, в перспективе, ПФР, ФОМС и ФСС в единый государственный социальный фонд. В результате может быть создан «мегарегулятор», который возьмёт на себя весь комплекс социального страхования в России.
В июле 2022 г. Госдумой принято решение о слиянии к 1 января 2023 года ФСС и ПФР с созданием единого «Фонда пенсионного и социального страхования Российской Федерации (кратко: Социального фонда России, СФР).

## Функции
Среди социально значимых функций Пенсионного фонда России:
- назначение и выплата пенсий;
- учёт страховых средств, поступающих по обязательному пенсионному страхованию;
- назначение и реализация социальных выплат отдельным категориям граждан: ветеранам, инвалидам, инвалидам вследствие военной травмы, Героям Советского Союза, Героям Российской Федерации и т. д.;
- персонифицированный учёт участников системы обязательного пенсионного страхования;
- взаимодействие со страхователями (работодателями — плательщиками страховых пенсионных взносов), взыскание недоимки;
- выдача сертификатов на получение материнского (семейного) капитала;
- выплата средств материнского капитала;
- управление средствами пенсионной системы;
- реализация Программы государственного софинансирования добровольных пенсионных накоплений (56-ФЗ от 30.04.2008 года, она же программа «тысяча на тысячу»);
- с 2010 года — администрирование страховых средств, поступающих по обязательному пенсионному страхованию и обязательному медицинскому страхованию;
- с 2010 года — установление федеральной социальной доплаты к социальным пенсиям в целях доведения совокупного дохода пенсионера до величины прожиточного минимума пенсионера.

Персонифицированный учёт в системе обязательного пенсионного страхования
Данные об уплате страхователями (работодателями) обязательных страховых взносов за работника, сведения о страховом (трудовом) стаже отражаются на индивидуальном лицевом счете застрахованного лица, который ведёт Пенсионный фонд РФ для каждого официально работающего гражданина России. Порядок ведения этого лицевого счета регламентируется Федеральным законом от 01.04.1996 N 27-ФЗ (ред. от 29.12.2015) «Об индивидуальном (персонифицированном) учете в системе обязательного пенсионного страхования». Любой гражданин РФ, имеющий СНИЛС, может проверить сведения об уплате обязательных страховых взносов своим работодателем на своем индивидуальном лицевом счёте в ПФР с помощью интернет-портала «Госуслуг».

## Доходы (страховые взносы)
См. также Обязательное социальное страхование в России.

### Обязательные отчисления
Стандартная ставка взносов в Пенсионный фонд составляла 22 % от фонда оплаты труда организации, при этом взносы не включались в состав зарплаты отдельных сотрудников, но учитывались пенсионным фондом при ведении их счетов. Эти отчисления разделяются на страховую пенсию и накопительную пенсию.
- До конца 2010 года взносы — часть единого социального налога.
- После 2010 года — ЕСН отменен, вместо него установлены прямые страховые взносы работодателей (страхователей) в ПФР и другие фонды.

В 2010 году совокупный объём страховых взносов сохранится на уровне ставки ЕСН — 26 %, из которых 20 % будут направляться в Пенсионный фонд РФ (на обязательное пенсионное страхование). При этом взносы будут уплачиваться с годового заработка до 415 тысяч рублей. В случае, если годовой заработок превышает 415 тысяч рублей, взносы сверх 415 тысяч рублей не взимаются, но и пенсионные права сверх этой суммы не формируются. С 2011 года размер совокупных взносов возрастет до 34 %, из которых 26 % составят отчисления по обязательному пенсионному страхованию. Эта система позволяет существенно увеличить уровень пенсий в стране. Для лиц, полностью попадающих под действие страховой системы, коэффициент замещения пенсией зарплаты, с которой уплачивались страховые взносы, составит не менее 40 % после 30 лет уплаты этих взносов при наступлении страхового случая (то есть старости, определяемой путём достижения гражданином установленного законодательством возраста — 60 лет для женщин и 65 лет для мужчин).

### Добровольные отчисления
Также с 2009 года у граждан появилась возможность делать добровольные взносы на накопительную часть пенсии. Законом предусмотрены две стороны софинансирования взносов гражданина — государство (которое удваивает сумму не менее 2 тыс., но не выше 12 тыс. рублей) и работодатель (который на софинансирование взносов работника до 12 тысяч рублей получает налоговый вычет) .

### Иные доходы
Частью механизма пенсионного обеспечения граждан Российской Федерации на длительную перспективу является Фонд национального благосостояния России. На апрель 2017 года, по данным Минфина России, совокупный объем средств фонда составил 4134,27 млрд рублей (73,33 млрд долларов США).
До передачи средств в управляющие компании и НПФ Пенсионный фонд временно размещал их в коммерческих банках. Так, по результатам 2016 года, он получил от такого инвестирования доход в размере 2,97 млрд рублей, что составляет 10,58 % годовых.

## Статистика основных показателей
| Показатель                                                            | 2010  | 2011  | 2012  | 2013  | 2014  | 2015  | 2016  | 2017  | 2018  | 2021   | 2022   |
| --------------------------------------------------------------------- | ----- | ----- | ----- | ----- | ----- | ----- | ----- | ----- | ----- | ------ | ------ |
| Количество пенсионеров, млн человек                                   | 39,7  | 40,2  | 40,6  | 41,1  | 41,46 | 42,7  | 42,9  | 43,5  | 43,9  | 42,0   | 41,8   |
| Доходы бюджета ПФР, млрд руб.                                         | 4 600 | 5 256 | 5 890 | 6 388 | 6 159 | 7 127 | 7 626 | 8 260 | 8 270 | 9 794  | 12 478 |
| Поступление взносов на обязательное пенсионное страхование, млрд руб. | 1 900 | 2 815 | 3 026 | 3 459 | 3 694 | 3 864 | 4 132 | 4 482 | 4 948 | 5 962  | 6 189  |
| Поступление из федерального бюджета, млрд руб.                        | 2 640 | 2 400 | 2 800 | 2 840 | 2 410 | 3 100 | 3 355 | 3 677 | 3 229 |        |        |
| Расходы бюджета ПФР, млрд руб.                                        | 4 200 | 4 922 | 5 451 | 6 379 | 6 190 | 7 670 | 7 830 | 8 319 | 8 429 | 10 125 | 11 374 |
| Расходы ПФР на пенсионное обеспечение, млрд руб.                      | 3 700 | 4 081 | 4 524 | 5 250 | 5 406 | 6 201 | 6 430 | 7 167 | 7 312 | 8 780  | 9 599  |
| Расходы ПФР на материнский капитал, млрд руб.                         | 97,1  | 171,3 | 212,4 |       | 270,7 |       | 365   | 312   | 302   | 399    | 382    |

## Председатели правления
- Куртин Александр Владимирович (15 января 1991 — 24 сентября 1993)
- Барчук Василий Васильевич (24 сентября / 25 октября 1993 — 10 апреля 1999)
- Зурабов Михаил Юрьевич (27 мая 1999 — 9 марта 2004)
- Батанов Геннадий Николаевич (25 марта 2004 — 28 декабря 2007)
- Дроздов Антон Викторович (17 июля 2008 — 22 января 2020)
- Топилин Максим Анатольевич (22 января 2020 — 12 февраля 2021)[31]
- Кигим Андрей Степанович (12 февраля 2021 — 31 июля 2022)[32][33]
- Чирков Сергей Александрович (врио) (31 июля 2022 — 14 декабря 2022)[33][34]

## Оценка деятельности

### Скандалы
В феврале 2017 года Центр антикоррупционной политики партии «Яблоко» обнаружил контракт, согласно которому ПФР намеревался потратить в 2017 году без торгов на командировки 27 миллионов рублей[значимость факта?]. В мае 2017 года ФАС подтвердила нарушения при трате Фондом 150 млн рублей на командировки сотрудников.
С середины 2017 года, на основании своего внутреннего письма[какого?] (за подписью зам. председателя правления Лилии Ивановны Чижик), Пенсионный фонд РФ отказывает в оформлении ежемесячного дополнительного материального обеспечения (330 % от размера социальной пенсии) лауреатам премий Правительства РФ, выходящим на пенсию и прекращающим работать. В результате они оказываются в намного худших материальных условиях, чем лауреаты, оформившие надбавку ранее и получающие её до сих пор. Имели место судебные процессы, инициированные пострадавшими пенсионерами-лауреатами. Большая часть из них оказалась выигранной.
В июле 2019 года правоохранительными органами по подозрению в получении взятки в особо крупном размере задержан заместитель председателя Пенсионного фонда России Алексей Иванов. В августе того же года он освобождён от должности премьер-министром России Дмитрием Медведевым в связи с утратой доверия.

### Результативность и эффективность

#### Удельное количество сотрудников
Пенсионный фонд России занимает первое место в мире по численности сотрудников: свыше 100 тыс. человек. Для сравнения, численность сотрудников социальной службы в США в два с лишним раза меньше, а население США более чем в два раза больше российского и объём пенсионных и социальных выплат почти в девять раз больше. В Японии, при сопоставимой с Россией численности населения, в соответствующей службе Японии работают 27 тысяч человек, из которых лишь 15 тысяч на постоянной основе.
Однако функции Пенсионного фонда России значительно шире, чем у вышеназванных учреждений, и включают не только собственно пенсионное обеспечение, но и ведение Федерального реестра инвалидов, администрирование Единой государственной информационной системы социального обеспечения, реализацию социальных выплат, программы поддержки семей с детьми (материнский капитал), софинансирование социальных программ регионов РФ, реализацию международных соглашений.

### Критика деятельности

#### Ограниченность полномочий
Профессор кафедры финансов и цен РЭУ им. Г. В. Плеханова Юлия Финогенова отмечала, что на Пенсионный фонд Российской Федерации возложены крайне ограниченные обязанности по информированию его участников, к примеру, у ПФР не было обязанности информирования клиентов о возможных потерях инвестиционного дохода при смене страховщика, в результате, в некоторые годы, до 90 % переходов оказывались досрочными, а значит, убыточными. Из-за отсутствия полноценного информирования застрахованного лица о потере инвестдохода даже решившие перейти из Пенсионного фонда России (ПФР) в негосударственные пенсионные фонды (НПФ) «молчуны» потеряли при досрочном переходе, поскольку могли сделать это с сохранением доходов не ранее 2020 года.

#### Расходы на собственное содержание
В августе 2018 года, на фоне обсуждения Законопроекта о пенсионной реформе в России, предполагающего повышение пенсионного возраста, Уполномоченный при президенте РФ по защите прав предпринимателей Борис Титов обратил внимание, что одной из главных причин нехватки средств на выплату пенсий в России являются непомерные и бессмысленные расходы на содержание Пенсионного фонда РФ. Инфраструктуру фонда в условиях развития информационных технологий Титов счёл затратной и ненужной, а функции ПФР предложил передать Казначейству России и Многофункциональным центрам (МФЦ). В 2018 году для ведения пенсионных счетов россиян ПФР содержало более 110 тысяч сотрудников, принадлежащие ему здания являются самыми роскошными во всех республиканских столицах и региональных центрах, а на обслуживание самого Пенсионного фонда РФ ежегодно тратится около 1,5 % всех пенсионных накоплений россиян (это десятки миллиардов рублей). Многочисленные здания Пенсионного фонда по всей России, согласно этому плану действий, следует передать в собственность субъектов Федерации для организации центров обучения людей старшего возраста новым профессиям. Названные меры позволили бы государству высвободить значительные средства для выплаты пенсий без увеличения пенсионного возраста. Так как Пенсионный фонд Российской Федерации является государственным учреждением, в настоящее время все здания ПФР принадлежат Росимуществу.